# HNLMS Van Kinsbergen (1939)
Le HNLMS Van Kinsbergen (en néerlandais : Hr.Ms. Van Kinsbergen) est l'unique sloop-of-war ayant servi dans la marine royale néerlandaise.
Le navire opéra dans les Antilles néerlandaises en 1940, servant de navire d'escorte pendant la Seconde Guerre mondiale. Désarmé le 29 mai 1959, il fut vendu pour démolition le 19 mai 1974.